# Médaille Carl-Gustaf-Rossby
La médaille Carl-Gustaf-Rossby (Carl-Gustaf Rossby Research Medal) est le plus haut honneur en sciences de l'atmosphère décerné par l’American Meteorological Society. Il s'agit d'un prix remis à un chercheur pour ses travaux dans le domaine. 
Elle tire son nom du célèbre pionnier en météorologie et océanographie Carl-Gustaf Rossby, qui en fut également le second élu en 1953. Elle se nommait à l'origine Award for Extraordinary Scientific Achievement (Prix pour contribution exceptionnelle en science) mais en 1958 elle a été renommée The Carl-Gustaf Rossby Award for Extraordinary Scientific Achievement puis le nom actuel après 1963.

## Récipiendaires
Voici la liste des récipiendaires telle que compilée à partir des informations du site de l'AMS  :
- 1951 : Hurd Curtis Willett
- 1953 : Carl-Gustaf Rossby
- 1955 : Jerome Namias
- 1956 : John von Neumann
- 1960 : Jacob Bjerknes et : Erik Palmén
- 1961 : Victor P. Starr
- 1962 : Bernhard Haurwitz
- 1963 : Harry Wexler, post-mortem
- 1964 : Jule Gregory Charney
- 1965 : Arnt Eliassen
- 1966 : Zdenek Sekera
- 1967 : Dave Fultz
- 1968 : Verner E. Suomi
- 1969 : Edward Lorenz
- 1970 : Hsiao-Lan Kuo
- 1971 : Norman A. Phillips
- 1972 : Joseph Smagorinsky
- 1973 : Christian E. Junge
- 1974 : Heinz H. Lettau
- 1975 : Charles H. B. Priestley
- 1976 : Hans A. Panofsky
- 1977 : Akio Arakawa
- 1978 : James W. Deardorff
- 1979 : Herbert Riehl
- 1980 : Sean A. Twomey
- 1981 : Roscoe R. Braham, Jr.
- 1982 : Cecil E. Leith, Jr.
- 1983 : Joanne Simpson
- 1984 : Bert Bolin
- 1985 : Tiruvalam N. Krishnamurti
- 1986 : Douglas K. Lilly
- 1987 : Michael E. McIntyre
- 1988 : Brian J. Hoskins
- 1989 : Richard J. Reed
- 1990 : Yale Mintz
- 1991 : Kikuro Miyakoda
- 1992 : Syukuro Manabe
- 1993 : John M. Wallace
- 1994 : Jerry D. Mahlman
- 1995 : Chester W. Newton
- 1996 : David Atlas
- 1997 : Robert E. Dickinson
- 1998 : Barry Saltzman
- 1999 : Taroh Matsuno
- 2000 : Susan Solomon
- 2001 : James R. Holton
- 2002 : V. Ramanathan
- 2003 : Keith A. Browning
- 2004 : Peter J. Webster
- 2005 : Jagadish Shukla
- 2006 : Robert A. Houze
- 2007 : Kerry Emanuel
- 2008 : Issac M. Held
- 2009 : James Hansen
- 2010 : Tim Palmer
- 2011 : Joseph B. Klemp
- 2012 : John C. Wyngaard
- 2013 : Dennis L. Hartmann
- 2014 : Owen Brian Toon
- 2015 : Bin Wang 王斌
- 2016 : Edward J. Zipser
- 2017 : Richard Rotunno
- 2018 : Kuo-Nan Liou
- 2019 : Inez Y. Fung
- 2020 : Julia Slingo
- 2021 : David Battisti (en)
- 2022 : Venkatachalam Ramaswamy (en)
- 2023 : Bruce Albrecht
- 2024 : Benjamin D. Santer
- 2025 : Graeme Stephens (en)